# Rho Geminorum
Rho Geminorum (ρ Gem) är ett stjärnsystem som ligger omkring 59 ljusår bort i stjärnbilden Tvillingarna, ca 5 bågminuter öster om Castor. Systemet består av en primärstjärna som är synlig för blotta ögat, en svag sekundärstjärna, som sällan har observerats ens professionellt, och en avlägsen, något ljusare tertiärstjärna, som kräver teleskop för observation.

## Egenskaper
Rho Geminorum A är en ljus stjärna av spektraltyp F0V, vilket innebär att det är en huvudseriestjärna, som är över tusen kelvin varmare, en tredjedel mer massiv, två tredjedelar större och fem och en halv gång mer lysande än solen. Med en skenbar magnitud på 4,25, är det den omkring sextonde ljusstarkaste stjärnan i stjärnbilden Tvillingarna. Även om det finns vissa källor, som Washington Double Star Catalog (WDS) och Gliese Catalogue of Nearby Stars, antyder att stjärnan är en spektroskopisk dubbelstjärna, har ingen bana för denna publicerats.

## Komponenter

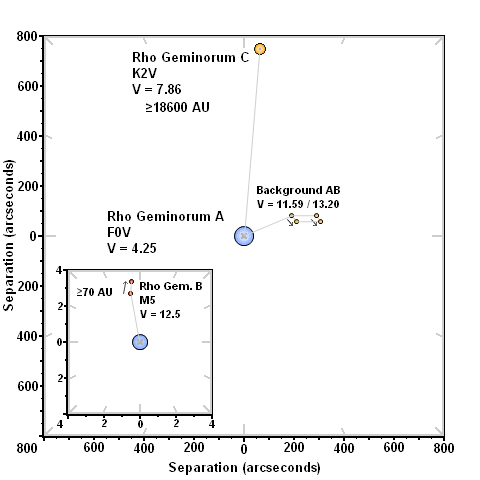
Diagram över Rho Geminorum och de fyra följeslagare som anges i WDS.

WDS listar fyra följeslagare till Rho Geminorum. För dessa är förvånansvärt lite känt om den närmaste följeslagare, Rho Geminorum B med magnituden 12,5. Den senaste mätningen visar en separation på 3,4 bågsekunder, vilket motsvarar en separation vinkelrätt mot siktlinjen på approximativt 85 AU.
Den nästnärmaste följeslagare, med magnituden 11,59, hade 1886 en mycket större separation på 211,6 bågsekunder. Denna hade dessutom ökat med 10 bågsekunder 2001, vilket indikerar att det är en bakgrundsstjärna som ej är direkt relaterad till Rho Geminorum.
Den slutliga följeslagare i WDS, Rho Geminorum C med magnituden 7,86, har en större och jämn separation på 756 bågsekunder, motsvarande en separation vinkelrätt mot siktlinjen på omkring 18 600 AU. Positionen för denna stjärna relativt primärstjärnan har varit konstant under årtionden, vilket indikerar att de har en gemensam egenrörelse och är därför en något mera avlägsen tertiär komponent i systemet. Den stora separationen har också underlättat iakttagelser utan påverkan från Rho Geminorum A.
Systemet Rho Geminorum har ett intressant utseende med en systemarkitektur som liknar systemet 40 Eridanus där den mest massiva komponenten varit på huvudserien, innan han blev en vit dvärg.